# Fabio Pecchia
Fabio Pecchia (Formia, 24 agosto 1973) è un allenatore di calcio ed ex calciatore italiano, di ruolo centrocampista.
Cresciuto nell'Avellino, ha poi legato i maggiori trascorsi agonistici al Napoli, squadra che ha contrassegnato la sua prima parte di carriera. La seconda parte l'ha visto protagonista di un lungo peregrinare per l'Italia, a cominciare dalla Juventus con cui ha conseguito i suoi maggiori trionfi sportivi, con la vittoria di uno scudetto (1997-1998) e una Supercoppa italiana (1997); annovera inoltre nel palmarès una Coppa Italia Serie C col Foggia nell'edizione 2006-2007.
Ha fatto parte della nazionale under 21, con cui ha vinto il campionato europeo di categoria nel 1996, e della nazionale olimpica, con cui ha partecipato al torneo di Atlanta 1996.
Da allenatore ha vinto un campionato di Serie B con il Parma (2023-2024) e una Coppa Italia Serie C con la Juventus U23 (2019-2020), oltreché conseguito tre promozioni in Serie A con Verona (2016-2017), Cremonese (2021-2022) e Parma (2023-2024).

## Biografia
Diplomato ragioniere ad Avellino nel corso degli anni 90, successivamente nel 2007, durante il periodo di militanza a Foggia, consegue la laurea in giurisprudenza all'Università degli Studi di Napoli Federico II.

## Caratteristiche tecniche

### Giocatore
Era un centrocampista capace di giocare indifferentemente su entrambe le fasce, nonostante fosse il destro il suo piede preferito. Era molto abile nelle verticalizzazioni e molto veloce con la palla al piede, qualità che gli consentivano di ribaltare efficacemente il gioco, rendendosi molto pericoloso in fase offensiva.

## Carriera

### Giocatore

#### Club

##### Avellino

Pecchia (accosciato, primo da destra) all'Avellino nella stagione 1992-1993

A 12 anni entra alle giovanili dell'Avellino. Esordisce in prima squadra nella stagione 1991-1992 in serie cadetta, con 4 presenze a fine campionato. La stagione successiva, 1992-1993, Pecchia è confermato all'Avellino frattanto sceso in Serie C1. Diventa titolare e a fine campionato mette a referto 29 presenze e un gol.

##### Gli anni al Napoli
Nella stagione successiva passa in Serie A; comprato inizialmente dal Parma, il suo cartellino è subito ceduto al Napoli. Debutta in Serie A il 29 agosto 1993: a 20 anni diviene il perno del centrocampo azzurro: il tecnico Marcello Lippi lo utilizza per esprimere la sua tattica fatta di verticalizzazioni e gioco veloce. Pecchia comprende questo modulo e, grazie a una buona visione di gioco e duttilità tattica, s'impone come uno dei migliori talenti italiani dell'epoca.
Piccolo e generoso centrocampista, un andirivieni per il campo, Pecchia emerge rapidamente quale leader del centrocampo partenopeo di metà anni 90. Nella sua prima stagione in massima serie realizza 4 reti in 33 partite, contribuendo alla qualificazione in Coppa UEFA. Gioca a Napoli per altre tre stagioni, diventando pur a fronte della giovane età uno dei senatori dello spogliatoio azzurro e apportando un contributo importante al club, aggravato da pesanti debiti finanziari, in anni difficili per la società partenopea che si aggrappa soltanto a intuizioni della dirigenza e sacrifici della squadra.
Nella stagione 1996-1997, complice l'assenza prolungata di Bordin, ad appena 23 anni diventa de facto capitano del Napoli. Sotto la guida tecnica di Luigi Simoni, gli azzurri giungono a sorpresa alla sosta natalizia al secondo posto in classifica. Nella stessa stagione raggiunge la finale di Coppa Italia, disputata contro il Vicenza, segnando il gol vittoria nella partita di andata; una rete tuttavia ininfluente, poiché nel match di ritorno il Napoli viene sconfitto ai supplementari dalla squadra berica.
Seppur molto legato alla maglia azzurra, per esigenze di bilancio nell'estate 1997 viene "sacrificato" con la cessione alla Juventus per 10 miliardi di lire. Farà ritorno a Napoli tre anni dopo, mettendo complessivamente a referto coi partenopei 152 presenze e 21 reti.

##### Lo scudetto con la Juventus

Pecchia in azione alla Juventus nella stagione 1997-1998

A Torino, dove ritrova Lippi come allenatore, fa il suo esordio in maglia juventina il 23 agosto 1997, rilevando Zidane nel corso della vittoriosa finale di Supercoppa italiana contro il Vicenza: è il primo trofeo della carriera per Pecchia.
Totalizza poi 21 presenze e un gol nel campionato 1997-1998, pur facendo parte delle seconde linee a causa della presenza nel centrocampo bianconero di elementi più quotati, su tutti i francesi Zidane e Deschamps. L'arrivo nel mercato autunnale dell'olandese Davids restringe ulteriormente lo spazio in campo per Pecchia, che comunque nel girone di ritorno realizza un gol decisivo nella trasferta di Empoli, dando così un suo contributo per la conquista a fine stagione dello scudetto.

##### Esperienze successive
Desideroso di giocare con continuità, nell'estate 1998 chiede la cessione (scelta di cui avrà motivo di rammaricarsi col senno di poi) e viene così dirottato, dapprima in compartecipazione e in seguito a titolo definitivo, alla Sampdoria per il campionato successivo; seguono poi le esperienze al Torino (1999-2000), e infine di nuovo al Napoli (2000-2001). Questi tre tornei si concludono sempre con la retrocessione in Serie B della squadra in cui milita Pecchia.
Nella stagione 2001-2002 torna comunque in Serie A grazie al Bologna, nelle cui file gioca 33 partite segnando 5 gol. L'anno seguente passa al Como (2002-2003), neopromosso in massima categoria; segna 6 gol ma la squadra è retrocessa in serie cadetta.
Nel campionato 2003-2004 torna a Bologna, poi passa al Siena (2004-2005) dove contribuisce alla salvezza della squadra toscana, per poi tornare nuovamente a Bologna, stavolta in Serie B (2005-2006), con 32 presenze e 3 gol segnati. Nella stagione 2006-2007 gioca nell'Ascoli, in Serie A; la retrocessione a fine anno in Serie B è, per Pecchia, la quinta con cinque squadre diverse.

##### Ultimi anni
Nel gennaio 2007 passa al Foggia, in Serie C1. Il successivo 10 luglio è acquistato dal Frosinone, in Serie B; coi giallazzurri mette a referto 26 presenze e sigla una rete nella gara interna col Chievo. Nel giugno 2008 torna a Foggia firmando un contratto fino al 2010, ma nell'estate 2009 si ritira anticipatamente dall'attività agonistica.
In carriera ha totalizzato 446 presenze e realizzato 50 reti: 337 presenze 41 reti in Serie A, 62 presenze 4 reti in Serie B, 47 presenze 5 reti in Serie C1.

#### Nazionale
Nella prima metà degli anni 90 fa parte della nazionale under 21, agli ordini del commissario tecnico Cesare Maldini, con cui ha vinto l'europeo di categoria nell'edizione 1996. Nello stesso anno partecipa, con la nazionale olimpica sempre guidata da Maldini, al torneo di Atlanta 1996 che vede gli azzurrini eliminati al primo turno.

### Allenatore

#### Gli inizi
Nella stagione 2009-2010 inizia la carriera in panchina ricoprendo il ruolo di vice per Antonio Porta al Foggia.
Nel giugno 2011 diventa allenatore del Gubbio, in Serie B, in sostituzione di Vincenzo Torrente. Dopo la qualificazione in Coppa Italia ottenuta eliminando l'Atalanta, squadra di Serie A, gli umbri hanno un difficile avvio di campionato; all'allenatore è fatale la sconfitta maturata nei minuti finali per 2-1 sul campo del Crotone, sicché il successivo 16 ottobre viene esonerato.

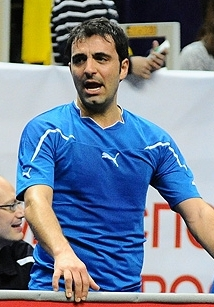
Pecchia nel 2011

Nell'estate 2012 si siede sulla panchina del Latina, in Prima Divisione. La squadra pontina è la sorpresa positiva del campionato e Pecchia la mantiene in testa alla classifica per buona parte della stagione, oltre a qualificarsi per la finale della Coppa Italia di Lega Pro col Viareggio, imponendosi peraltro il 3 aprile 2013 nella gara di andata; tuttavia viene esonerato appena cinque giorni dopo, in seguito alla sconfitta in campionato sul terreno del Benevento, coi laziali terzi in classifica.
Frattanto il 5 luglio 2012 aveva acquisito a Coverciano il titolo di allenatore di Prima Categoria UEFA Pro, col diritto di ricoprire il ruolo di tecnico in una squadra di massima serie.

#### Vice di Benítez, Verona
Nel giugno 2013 diventa allenatore in seconda al Napoli di Rafael Benítez; per Pecchia si tratta del terzo ritorno nella città partenopea. Nell'estate 2015 segue Benítez al Real Madrid, anche qui con il ruolo di vice; il 4 gennaio 2016, a seguito dell'esonero del tecnico spagnolo, viene a sua volta sollevato dall'incarico. Nel marzo 2016, sempre al seguito di Benítez, subentra come vice al Newcastle Utd.
Il 1º giugno seguente interrompe la collaborazione con l'allenatore spagnolo e si accorda con il Verona, neoretrocesso in Serie B. Con i gialloblù si piazza al secondo posto nel torneo cadetto, conquistando la promozione in Serie A. La stagione seguente non riesce a evitare il penultimo posto e l'immediato declassamento, lasciando la guida della squadra a fine campionato dopo essere stato a lungo contestato dalla piazza scaligera.

#### Avispa Fukuoka e Juventus U23
Nel dicembre 2018 si trasferisce ai giapponesi dell'Avispa Fukuoka, club militante in J2 League, con cui rimane fino al giugno 2019, quando si dimette per motivi personali.
L'estate seguente torna in Italia prendendo in mano la Juventus U23, in Serie C. Con la seconda squadra bianconera è autore di un'annata più che positiva, che vede il raggiungimento dei quarti di finale dei play-off e culminata col successo nella Coppa Italia di Serie C – un'affermazione storica poiché la prima, nel calcio professionistico italiano, per una cosiddetta squadra B –, vinta il 27 giugno 2020 superando la Ternana nella finale di Cesena.

#### Cremonese e Parma
Lasciati i piemontesi a fine stagione, rimane inattivo per alcuni mesi finché il 7 gennaio 2021 subentra a Pierpaolo Bisoli alla guida della Cremonese, in Serie B, traghettando i grigiorossi in un campionato di metà classifica. Nella stagione seguente, la Cremonese di Pecchia è la sorpresa del torneo cadetto: la squadra lotta per tutto l'arco del campionato ai vertici della classifica e, proprio all'ultimo turno, riesce a raggiungere il secondo posto che vale la promozione diretta in Serie A, a ventisei anni dalla precedente apparizione grigiorossa. La cosa gli varrà l'assegnazione della Panchina d'argento dal Settore Tecnico della FIGC.
Nonostante la promozione, considerato esaurito il suo ciclo a Cremona, risolve il contratto con il club lombardo al termine della stagione e, il 2 giugno 2022, si accorda col Parma, sempre in serie cadetta. Nel campionato seguente, dopo avere concluso la stagione regolare al quarto posto, la squadra di Pecchia viene eliminata dal Cagliari nella semifinale dei play-off.
Confermato sulla panchina ducale per la stagione 2023-2024, centra la promozione diretta in Serie A con la vittoria del campionato, riportando gli emiliani nella massima serie dopo tre anni di assenza. Nella stagione seguente racimola solo quattro vittorie in campionato in venticinque partite e, a seguito di quattro sconfitte consecutive, con la squadra al terzultimo posto in classifica, il 17 febbraio 2025 viene esonerato.

## Statistiche

### Presenze e reti nei club
| Stagione        | Squadra         | Campionato      | Campionato | Campionato | Coppe nazionali | Coppe nazionali | Coppe nazionali | Coppe continentali | Coppe continentali | Coppe continentali | Altre coppe | Altre coppe | Altre coppe | Totale | Totale |
| Stagione        | Squadra         | Comp            | Pres       | Reti       | Comp            | Pres            | Reti            | Comp               | Pres               | Reti               | Comp        | Pres        | Reti        | Pres   | Reti   |
| --------------- | --------------- | --------------- | ---------- | ---------- | --------------- | --------------- | --------------- | ------------------ | ------------------ | ------------------ | ----------- | ----------- | ----------- | ------ | ------ |
| 1991-1992       | Avellino        | B               | 4          | 0          | CI              | 0               | 0               | -                  | -                  | -                  | -           | -           | -           | 4      | 0      |
| 1992-1993       | Avellino        | C1              | 29         | 1          | CI+CI-C         | 1+?             | 0+?             | -                  | -                  | -                  | -           | -           | -           | 30+    | 1+     |
| Totale Avellino | Totale Avellino | Totale Avellino | 33         | 1          |                 | 1+              | 0+              |                    | -                  | -                  |             | -           | -           | 34+    | 1+     |
| 1993-1994       | Napoli          | A               | 33         | 4          | CI              | 1               | 0               | -                  | -                  | -                  | -           | -           | -           | 34     | 4      |
| 1994-1995       | Napoli          | A               | 32         | 2          | CI              | 5               | 1               | CU                 | 5                  | 0                  | -           | -           | -           | 42     | 3      |
| 1995-1996       | Napoli          | A               | 28         | 4          | CI              | 1               | 0               | -                  | -                  | -                  | -           | -           | -           | 29     | 4      |
| 1996-1997       | Napoli          | A               | 32         | 5          | CI              | 6               | 2               | -                  | -                  | -                  | -           | -           | -           | 38     | 7      |
| 1997-1998       | Juventus        | A               | 21         | 1          | CI              | 8               | 0               | UCL                | 5                  | 0                  | SI          | 1           | 0           | 35     | 1      |
| lug.-ott. 1998  | Juventus        | A               | 0          | 0          | CI              | 2               | 0               | UCL                | 0                  | 0                  | SI          | 0           | 0           | 2      | 0      |
| Totale Juventus | Totale Juventus | Totale Juventus | 21         | 1          |                 | 10              | 0               |                    | 5                  | 0                  |             | 1           | 0           | 37     | 1      |
| ott. 1998-1999  | Sampdoria       | A               | 26         | 1          | CI              | 2               | 0               | CInt               | -                  | -                  | -           | -           | -           | 28     | 1      |
| 1999-2000       | Torino          | A               | 22         | 1          | CI              | 0               | 0               | -                  | -                  | -                  | -           | -           | -           | 22     | 1      |
| 2000-2001       | Napoli          | A               | 27         | 6          | CI              | 2               | 0               | -                  | -                  | -                  | -           | -           | -           | 29     | 6      |
| Totale Napoli   | Totale Napoli   | Totale Napoli   | 152        | 21         |                 | 15              | 3               |                    | 5                  | 0                  |             | -           | -           | 172    | 24     |
| 2001-2002       | Bologna         | A               | 33         | 5          | CI              | 4               | 1               | -                  | -                  | -                  | -           | -           | -           | 37     | 1      |
| 2002-2003       | Como            | A               | 27         | 6          | CI              | 1               | 0               | -                  | -                  | -                  | -           | -           | -           | 28     | 6      |
| 2003-2004       | Bologna         | A               | 27         | 4          | CI              | 3               | 0               | -                  | -                  | -                  | -           | -           | -           | 30     | 4      |
| 2004-2005       | Siena           | A               | 23         | 2          | CI              | 2               | 0               | -                  | -                  | -                  | -           | -           | -           | 25     | 2      |
| 2005-2006       | Bologna         | B               | 32         | 3          | CI              | 2               | 0               | -                  | -                  | -                  | -           | -           | -           | 34     | 3      |
| Totale Bologna  | Totale Bologna  | Totale Bologna  | 92         | 12         |                 | 9               | 1               |                    | -                  | -                  |             | -           | -           | 101    | 13     |
| lug.-dic. 2006  | Ascoli          | A               | 6          | 0          | CI              | 2               | 0               | -                  | -                  | -                  | -           | -           | -           | 8      | 0      |
| gen.-giu. 2007  | Foggia          | C1              | 14+4       | 4+0        | CI-C            | ?               | ?               | -                  | -                  | -                  | -           | -           | -           | 18+    | 4+     |
| 2007-2008       | Frosinone       | B               | 28         | 1          | CI              | 1               | 0               | -                  | -                  | -                  | -           | -           | -           | 29     | 1      |
| 2008-2009       | Foggia          | 1D              | 24+2       | 1+0        | CI+CI-LP        | 1+?             | 0+?             | -                  | -                  | -                  | -           | -           | -           | 27+    | 1+     |
| Totale Foggia   | Totale Foggia   | Totale Foggia   | 44         | 5          |                 | 1+              | 0+              |                    | -                  | -                  |             | -           | -           | 45+    | 5+     |
| Totale carriera | Totale carriera | Totale carriera | 474        | 51         |                 | 44+             | 4+              |                    | 10                 | 0                  |             | 1           | 0           | 529+   | 55+    |

### Statistiche da allenatore
Statistiche aggiornate al 17 febbraio 2025. In grassetto le competizioni vinte.
| Stagione         | Squadra          | Campionato       | Campionato | Campionato | Campionato | Campionato | Coppe nazionali | Coppe nazionali | Coppe nazionali | Coppe nazionali | Coppe nazionali | Coppe continentali | Coppe continentali | Coppe continentali | Coppe continentali | Coppe continentali | Altre coppe | Altre coppe | Altre coppe | Altre coppe | Altre coppe | Totale | Totale | Totale | Totale | % Vittorie | Piazzamento |
| Stagione         | Squadra          | Comp             | G          | V          | N          | P          | Comp            | G               | V               | N               | P               | Comp               | G                  | V                  | N                  | P                  | Comp        | G           | V           | N           | P           | G      | V      | N      | P      | %          | Piazzamento |
| ---------------- | ---------------- | ---------------- | ---------- | ---------- | ---------- | ---------- | --------------- | --------------- | --------------- | --------------- | --------------- | ------------------ | ------------------ | ------------------ | ------------------ | ------------------ | ----------- | ----------- | ----------- | ----------- | ----------- | ------ | ------ | ------ | ------ | ---------- | ----------- |
| lug.-ott. 2011   | Gubbio           | B                | 10         | 1          | 4          | 5          | CI              | 2               | 1               | 1               | 0               | -                  | -                  | -                  | -                  | -                  | -           | -           | -           | -           | -           | 12     | 2      | 5      | 5      | 16,67      | Eson.       |
| 2012-apr. 2013   | Latina           | 1D               | 26         | 13         | 8          | 5          | CI-LP           | 9               | 5               | 1               | 3               | -                  | -                  | -                  | -                  | -                  | -           | -           | -           | -           | -           | 35     | 18     | 9      | 8      | 51,43      | Eson.       |
| 2016-2017        | Verona           | B                | 42         | 20         | 14         | 8          | CI              | 3               | 2               | 0               | 1               | -                  | -                  | -                  | -                  | -                  | -           | -           | -           | -           | -           | 45     | 22     | 14     | 9      | 48,89      | 2º (prom.)  |
| 2017-2018        | Verona           | A                | 38         | 7          | 4          | 27         | CI              | 3               | 1               | 1               | 1               | -                  | -                  | -                  | -                  | -                  | -           | -           | -           | -           | -           | 41     | 8      | 5      | 28     | 19,51      | 19º (retr.) |
| Totale Verona    | Totale Verona    | Totale Verona    | 80         | 27         | 18         | 35         |                 | 6               | 3               | 1               | 2               |                    | -                  | -                  | -                  | -                  |             | -           | -           | -           | -           | 86     | 30     | 19     | 37     | 34,88      |             |
| 2019             | Avispa Fukuoka   | J2               | 16         | 4          | 4          | 8          | CdI             | 0               | 0               | 0               | 0               | -                  | -                  | -                  | -                  | -                  | -           | -           | -           | -           | -           | 16     | 4      | 4      | 8      | 25,00      | Dimis.      |
| 2019-2020        | Juventus U23     | C                | 27+2       | 8+1        | 12+1       | 7+0        | CI-C            | 8               | 6               | 1               | 1               | -                  | -                  | -                  | -                  | -                  | -           | -           | -           | -           | -           | 37     | 15     | 14     | 8      | 40,54      | 10º         |
| gen.-giu. 2021   | Cremonese        | B                | 21         | 9          | 6          | 6          | CI              | -               | -               | -               | -               | -                  | -                  | -                  | -                  | -                  | -           | -           | -           | -           | -           | 21     | 9      | 6      | 6      | 42,86      | Sub. 13º    |
| 2021-2022        | Cremonese        | B                | 38         | 20         | 9          | 9          | CI              | 1               | 0               | 1               | 0               | -                  | -                  | -                  | -                  | -                  | -           | -           | -           | -           | -           | 39     | 20     | 10     | 9      | 51,28      | 2º (prom.)  |
| Totale Cremonese | Totale Cremonese | Totale Cremonese | 59         | 29         | 15         | 15         |                 | 1               | 0               | 1               | 0               |                    | -                  | -                  | -                  | -                  |             | -           | -           | -           | -           | 60     | 29     | 16     | 15     | 48,33      |             |
| 2022-2023        | Parma            | B                | 38+2       | 17+0       | 10+1       | 11+1       | CI              | 3               | 2               | 0               | 1               | -                  | -                  | -                  | -                  | -                  | -           | -           | -           | -           | -           | 43     | 19     | 11     | 13     | 44,19      | 4º          |
| 2023-2024        | Parma            | B                | 38         | 21         | 13         | 4          | CI              | 3               | 2               | 1               | 0               | -                  | -                  | -                  | -                  | -                  | -           | -           | -           | -           | -           | 41     | 23     | 14     | 4      | 56,10      | 1º (prom.)  |
| 2024-feb. 2025   | Parma            | A                | 25         | 4          | 8          | 13         | CI              | 1               | 0               | 0               | 1               | -                  | -                  | -                  | -                  | -                  | -           | -           | -           | -           | -           | 26     | 4      | 8      | 14     | 15,38      | Eson.       |
| Totale Parma     | Totale Parma     | Totale Parma     | 103        | 42         | 32         | 29         |                 | 7               | 4               | 1               | 2               |                    | -                  | -                  | -                  | -                  |             | -           | -           | -           | -           | 110    | 46     | 33     | 31     | 41,82      |             |
| Totale carriera  | Totale carriera  | Totale carriera  | 323        | 125        | 94         | 104        |                 | 33              | 19              | 6               | 8               |                    | -                  | -                  | -                  | -                  |             | -           | -           | -           | -           | 356    | 144    | 100    | 112    | 40,45      |             |

## Palmarès

### Giocatore

#### Club
- Supercoppa italiana: 1

Juventus: 1997
- Campionato italiano: 1

Juventus: 1997-1998
- Coppa Italia Serie C: 1

Foggia: 2006-2007

#### Nazionale
- Europeo Under-21: 1

1996

### Allenatore

#### Club
- Coppa Italia Serie C: 1

Juventus U23: 2019-2020
- Campionato italiano di Serie B: 1

Parma: 2023-2024

#### Individuale
- Panchina d'argento: 2

2021-2022, 2023-2024